# Trstená
Trstená (ungarisch Trsztena, polnisch Trzciana, deutsch Bingenstadt) ist eine Stadt im Norden der Slowakei mit 6953 Einwohnern (Stand 31. Dezember 2024), die zum Okres Tvrdošín im Žilinský kraj gehört.

## Geographie
Die Stadt befindet sich am Übergang vom Bergland Oravská vrchovina in das Arwa-Becken (slowakisch Oravská kotlina) am Flüsschen Oravica, nahe der polnischen Grenze. Im Norden fällt das Gemeindegebiet in das Tal des Grenzflusses Jelešňa ab und umfasst zudem einen Teil des Orava-Stausees. Das Stadtzentrum liegt auf einer Höhe von 607 m n.m. und ist fünfeinhalb Kilometer von Tvrdošín, 36 Kilometer von Dolný Kubín sowie 91 Kilometer von Žilina entfernt (Straßenentfernung).
Sie besteht neben der eigentlichen Stadt noch aus dem Ort Ústie nad Priehradou (1975 eingemeindet) sowie den Gemeindegebieten der im Orava-Stausee untergegangenen Orte Oravské Hámre und Osada (beide 1953 zu Ústie nad Priehradou eingemeindet).
Nachbargemeinden sind Bobrov und Lipnica Wielka (PL) im Norden, Jabłonka (Ortschaft Chyżne, PL) im Nordosten, Liesek im Osten, Brezovica im Südosten, Zábiedovo im Süden, Tvrdošín im Südwesten und Westen, Štefanov nad Oravou und Vavrečka im Westen und Námestovo (Katastralgemeinde Slanica) im Nordwesten.

## Geschichte

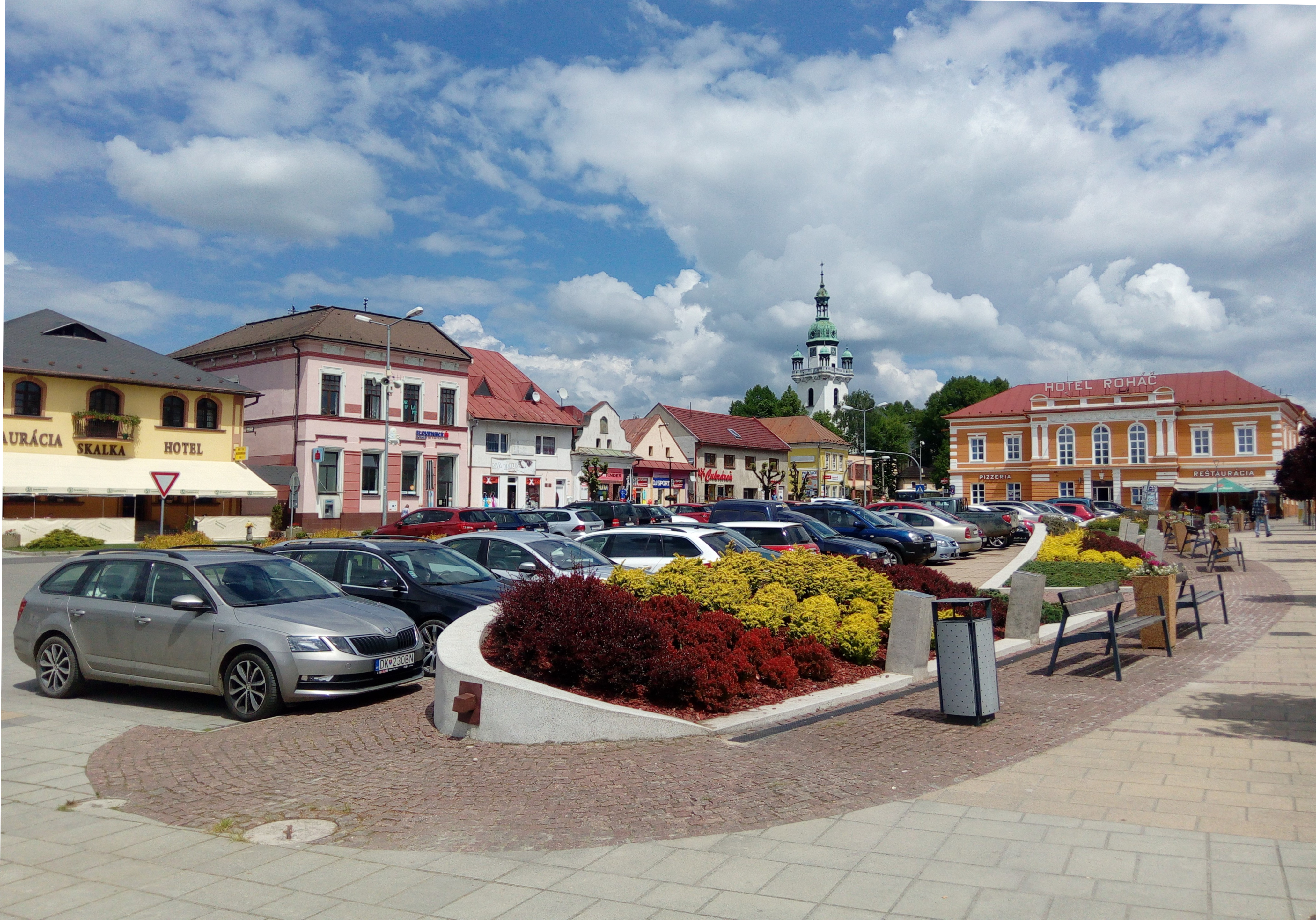
Blick auf den Hauptplatz

Trstená wurde 1371 unter dem Namen Bingenstedt gegründet und erhielt gleich das Stadtrecht mit Blutgerichtsbarkeit, weiter Fisch-, Jagd-, Markt- und sonstige Rechte. Die Richter stammten üblicherweise aus der Schultheiß-Familie Trstenský. 1424 befreite Sigismund von Luxemburg die Stadtbürger von der Dreißiger- und Zollabgabe, auch wenn die Stadt weiterhin Teil des Herrschaftsgebiets der Arwaburg blieb und bei einigen Gutsherren zu einer villa (Dorf) herabgestuft worden war. Erst seit dem 17. Jahrhundert wird Trstená durchgehend als oppidum (Kleinstadt) bezeichnet. 1601 erhielt die Stadt des Recht, vier Jahrmärkte zu veranstalten, 1620 wohnten hier ca. 580 Einwohner. Durch Standesaufstände und Kriege im 17. Jahrhundert wurde der Ort mehrmals in Mitleidenschaft gezogen. In der Neuzeit war das Städtchen landwirtschaftlich geprägt, aber mit einem wachsenden Anteil an Handwerken, die schon im 17. Jahrhundert in Zünften (z. B. Gerber, Töpfer) organisiert waren, weiter gab es hier ein staatliches Salzlager und Farbenfabrik. 1715 gab es hier ca. 1185 Einwohner, 1828 zählte man 505 Häuser und 2776 Einwohner. Im 19. Jahrhundert wurde hier eine Erdölraffinerie gegründet, die schließlich bis 1927 tätig war.
Bis 1918 gehörte die im Komitat Arwa liegende Stadt zum Königreich Ungarn und kam danach zur Tschechoslowakei beziehungsweise heute Slowakei. Nach dem Ende des Zweiten Weltkriegs kam es zu einem Ausbau der Industrie in Textil-, Lebensmittel- und Konsumsgutbranchen.

## Bevölkerung
| Jahr                | 1994 | 2004    | 2014    | 2024    |
| ------------------- | ---- | ------- | ------- | ------- |
| Anzahl der Personen | 7002 | 7579    | 7429    | 6953    |
| Unterschied         |      | +8,24 % | −1,97 % | −6,40 % |

| Jahr                | 2023 | 2024    |
| ------------------- | ---- | ------- |
| Anzahl der Personen | 6978 | 6953    |
| Unterschied         |      | −0,35 % |

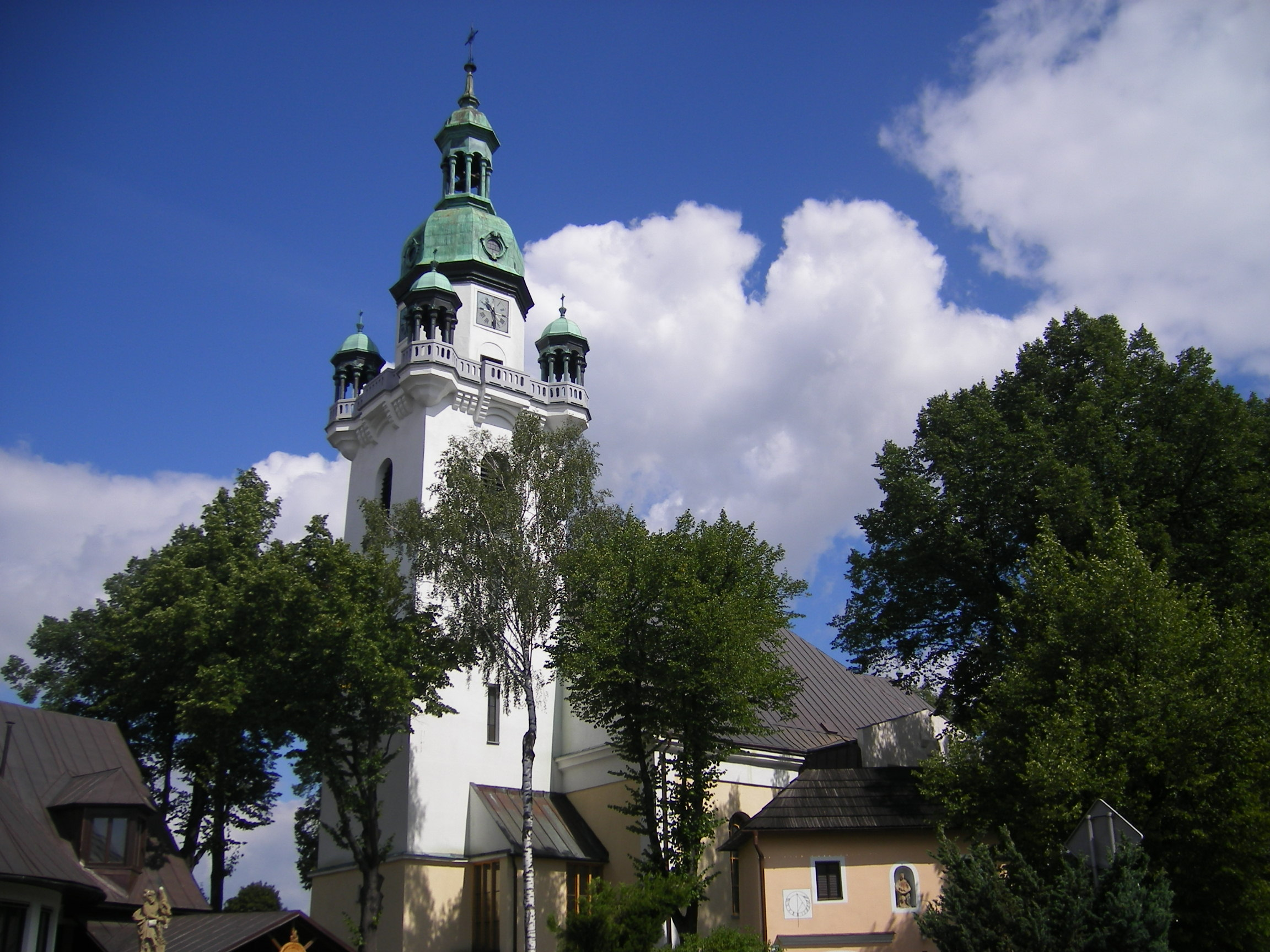
Kirche des Heiligen Martins

Nach der Volkszählung 2011 wohnten in Trstená 7482 Einwohner, davon 7140 Slowaken, 34 Polen, 13 Tschechen, jeweils fünf Magyaren und Serben, jeweils vier Deutsche und Mährer sowie jeweils zwei Bulgaren und Ukrainer. 13 Einwohner gaben eine andere Ethnie an und 260 Einwohner machten keine Angabe zur Ethnie.
6649 Einwohner bekannten sich zur römisch-katholischen Kirche, 49 Einwohner zur Evangelischen Kirche A. B., 19 Einwohner zur griechisch-katholischen Kirche, acht Einwohner zu den Zeugen Jehovas, sieben Einwohner zur orthodoxen Kirche, sechs Einwohner zur altkatholischen Kirche, zwei Einwohner zu den Baptisten sowie jeweils ein Einwohner zur Bahai-Religion, zu den Siebenten-Tags-Adventisten, zur evangelisch-methodistischen Kirche und zur reformierten Kirche. 12 Einwohner bekannten sich zu einer anderen Konfession, 277 Einwohner waren konfessionslos und bei 449 Einwohnern wurde die Konfession nicht ermittelt.

## Bauwerke und Denkmäler

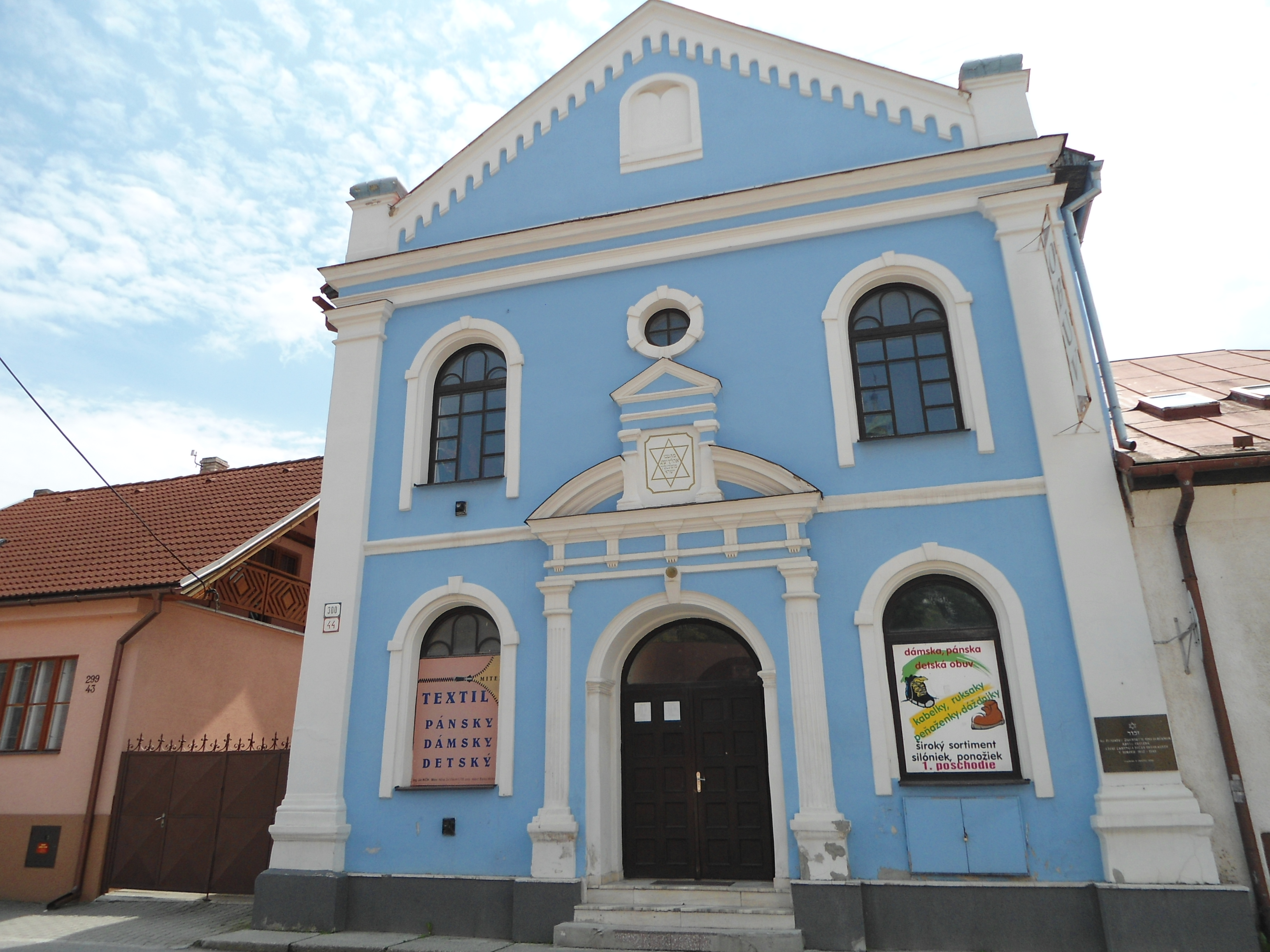
Synagoge

- römisch-katholische Martinskirche, ursprünglich als gotische Kirche in den 14. und 15. Jahrhunderten errichtet, später im Stil der Renaissance und des Barock erneuert
- Franziskanerkirche mit angeschlossenem Kloster
- Pfarrhaus aus dem Jahr 1743
- Synagoge aus dem Jahr 1839

## Verkehr
Durch Trstená verläuft die Cesta I. triedy 59 („Straße 1. Ordnung“) zwischen Ružomberok und der polnischen Grenze im Verlauf der E 77. Hier zweigt die Cesta II. triedy 520 („Straße 2. Ordnung“) Richtung Suchá Hora ab. Eine zweispurige Ortsumgehung im Zuge der Schnellstraße R3 wurde 2010 fertiggestellt.
Die Stadt hat einen Bahnhof an der Bahnstrecke Kraľovany–Suchá Hora, heute der Endpunkt der noch vorhandenen Strecke.

## Persönlichkeiten
- Ján Čado (* 1963), Leichtathlet
- Rudolf Dilong (1905–1986), Dichter der katholischen Moderne
- Štefan Furdek (1855–1915), Priester und Schriftsteller
- Martin Hattala (1821–1903), Slawist und Gelehrter
- Erik Jendrišek (* 1986), Fußballspieler
- Ján Kuboš (* 1966), römisch-katholischer Weihbischof in Spiš
- Juraj Martvoň (1921–1991), Solist der Oper beim Slowakischen Nationaltheater
- Roman Poláčik (* 1988), Schauspieler
- František Trstenský (* 1973), römisch-katholischer Geistlicher, Bibelwissenschaftler, Bischof von Spiš